# Windpark Ullersdorf
Der Windpark Ullersdorf ist ein im Jahr 2014 in Betrieb genommener Windpark in Jamlitz, der nahe dem Ortsteil Ullersdorf errichtet wurde. Betreiber ist das Saarbrücker Energieversorgungsunternehmen STEAG New Energies GmbH. Baubeginn war im Oktober 2013, die erste Anlage ging im Mai 2014 ans Netz. Im November 2014 wurde der Windpark nach der Fertigstellung offiziell eingeweiht.

## Lage
Der Windpark befindet sich im Norden von Ullersdorf auf dem Gelände des ehemaligen Munitionshauptdepots Weichensdorf, das zunächst von der NVA und anschließend der Bundeswehr genutzt wurde. Im Jahr 2008 wurde der Standort aufgeben und anschließend eine Umnutzung vorangetrieben.

## Technik
Zum Einsatz kommen 18 Windkraftanlagen des Typs Nordex N117/2400 mit einer Leistung von jeweils 2,4 MW, einem Rotordurchmesser von 117 Metern und einer Nabenhöhe von 141 Metern. Damit ergibt sich eine Gesamthöhe der Anlagen von knapp 200 Metern. Bei diesem Typ handelt es sich um sog. Schwachwindkraftanlagen, also Windturbinen, die speziell für schwächere Windstandorte im Binnenland entwickelt wurden. Die prognostizierte Jahresstromerzeugung beträgt ca. 116 GWh, was laut Steag dem Jahresstrombedarf von 29.000 Haushalten entspricht. Damit ergibt sich ein Kapazitätsfaktor von ca. 30,5 %.